# Wetterskip Boarn en Klif
Het wetterskip Boarn en Klif was een van de waterschappen die in 1997 in Friesland werden gevormd bij de tweede grote waterschapsconcentratie in die provincie. In 2004 zijn de laatste 5 boezemwaterschappen opgegaan in het Wetterskip Fryslân. Het hoofdkantoor bevond zich in Joure.
Het waterschap was gevormd uit de twee voormalige waterschappen Tusken Mar en Klif, Boarnferd en het westelijk deel van de Stellingwerven.